# 宮坂栄一
宮坂 栄一（みやさか えいいち、1926年12月6日 - ）は、東京都出身の漫画家、挿絵画家。宮坂榮一とも表記する。1950年（昭和25年）から画業に入り、児童向けの雑誌・図書を中心に活躍した。1995年（平成7年）に銀座で「わらべ画」の個展を開催、以後各地で個展を開いた。最近では、2017年に「宮坂榮一の童画（わらべが）の世界」が江東区白河の「深川江戸資料館」で開催された。

## 作品リスト
- カッチン町を行く（幼年ブック）
- とっぴ三郎（原作：巖谷小波、幼年ブック、1953年頃）
- みみずく太郎（原作：巌谷小波、幼年ブック、1954年頃）
- ごうけつかっちゃん（小学二年生、1956年頃）[3]
- ながぐつゆうとうせい（りぼん、1956年頃）[4]
- かすりちゃん（りぼん、1957年-1958年）[4]
- よこづなよっちゃん（幼年ブック、1957年頃／日の丸、1958年頃）[5]
- 笑うオルゴール（りぼん大増刊、1959年）[6]
- 忍術きえ太郎（原作：名和青朗、日の丸、1959年頃）[7]
- ゼロ戦チーム（日の丸）
- チャル子のぼうけん（原作：木下としお、少女ブック）
- たんていパコちゃん（原作：木下としお、少女ブック）
- 紅孔雀（原作：北村寿夫、少女ブック）
- おねえさんといっしょ（原作：筒井敬介、少女ブック）[8]
- 母星いずこ（少女ブック）
- ぽんぽこ物語（原作：川内康範、少女ブック）
- りぼんのちえちゃん（りぼん）[9]
- ながぐつゆうとうせい（原作：牧野大誓、「りぼん」1955年11月号 - 1956年10月号　集英社）
- かすりちゃん（りぼん）[9]
- まぼろし童子
- ぱちくりたいしょう
- ピカ助とり物ちょう
- ゲンゲン・ゲンゴロウ
- ごうけつかっちゃん
- ピンピンピンコロちゃん
- ピンポンタマちゃん
- たんていピンコ
- とりちゃん捕物ブック
- まぼろし鬼面乙女（少女の友、1955年頃）[10]
- キビコさん
- スピード王
- ポンポコ子だぬき
- ポパイ（小学一年生 1965年）
- ウルトラマン 怪獣殿下（現代コミクス）
- 快獣ブースカ（小学一年生1967年4月号）[11]
- ドカチン（幼稚園 1968年）（タイトルの表記は「どかちん」）[12]
- かっぱの三平（よいこ 1968年頃）
- ジャンボーグA（幼稚園1970年-1971年）
- 学習漫画 日本の歴史 13-18巻（和歌森太郎監修、1968年）
- 幸福ものはだれ（日本教文社 谷口雅春童話集 (5)、1977年1月）
- まんが俳句なんでも事典（文：石塚修、金の星社、1996年1月）
- なぜなぜ理科学習漫画2 やさしい天気教室（鈴木敬信、古川晴男、鹿沼茂三郎 監修）[13]
- 伝えよう！わんぱくおてんば子どもの遊び（文：西川夏代、教育出版、2008年4月）
- ちえくらべ教室 : 学年別クイズ百科 1年生（清水驍 編、偕成社、1969年）[14]